# Es Migjorn Gran
Pour les articles homonymes, voir Migjorn (homonymie).
Es Migjorn Gran (en catalan et en castillan) est une commune d'Espagne de l'île de Minorque dans la communauté autonome des Îles Baléares. Es Migjorn Gran, qui faisait partie de la commune d'Es Mercadal, a été élevée au rang de commune le 22 décembre 1988.

## Géographie

Localisation de l'île de Minorque dans les Îles Baléares.
Localisation d'Es Migjorn Gran dans l'île de Minorque.

## Histoire
Le territoire de la commune était occupé dès l'Âge du fer comme l'atteste le site archéologique d'Es Mestall.
Elle fut construite vers 1769 par un groupe d'habitants de Ferreries guidé par Cristobal Barber, d'où le nom historique du village (Sant Cristobal en catalan, San Cristóbal en castillan, des noms parfois encore utilisés de façon informelle) connu aussi sous le nom français de Saint-Cristobal lors de la courte occupation française de l’île.

## Personnalité
- Joan Riudavets Moll, doyen de l'humanité de mai 2003 à sa mort en mars 2004.